# Spirostreptus rubripes
Spirostreptus rubripes är en mångfotingart som beskrevs av Sinclair. Spirostreptus rubripes ingår i släktet Spirostreptus och familjen Spirostreptidae. Inga underarter finns listade i Catalogue of Life.